# اسکار پولک
اسکار پولک (انگلیسی: Oscar Polk؛ ۲۵ دسامبر ۱۸۹۹ – ۴ ژانویهٔ ۱۹۴۹) یک هنرپیشه اهل ایالات متحده آمریکا بود. وی بین سال‌های ۱۹۲۷ تا ۱۹۴۶ میلادی فعالیت می‌کرد.
از فیلم‌ها یا برنامه‌های تلویزیونی که وی در آن نقش داشته است می‌توان به بر باد رفته اشاره کرد.